# Ferrari Portofino
Ferrari Portofino är en sportbil som den italienska biltillverkaren Ferrari introducerade på bilsalongen i Frankfurt i september 2017.
Versioner:
| Modell      | Motor              | Cylindervolym | Effekt                 | Vridmoment             | Bränslesystem            |
| ----------- | ------------------ | ------------- | ---------------------- | ---------------------- | ------------------------ |
| Portofino   | 8-cyl V-motor DOHC | 3855 cm³      | 600 hk vid 7 500 v/min | 760 Nm vid 3 000 v/min | Direktinsprutning, turbo |
| Portofino M | 8-cyl V-motor DOHC | 3855 cm³      | 620 hk vid 5 750 v/min | 760 Nm vid 3 000 v/min | Direktinsprutning, turbo |